# دنخا الرابع خننيا
مار دنخا الرابع خننيا (بالسريانية:ܡܪܝ ܕܢܚܐ ܪܒܝܥܝܐ)(15 سبتمبر 1935-26 مارس 2015)، هو البطريرك السابق للكنيسة المشرق الآشورية ومركزها حاليًا شيكاغو، الولايات المتحدة، ولد في قرية دربيدونكه في منطقة حرير قرب مدينة اربيل شمال العراق، نال سر المعمودية بتاريخ 25 أكتوبر 1935 في كنيسة مار قرياقوس في قريته واطلق عليه اسم (خننيا ـ حنانيا)، ينحدر والده القس اندريوس بنيامين سورو (اسقف كنيسة المشرق الذي توفى في شهر شباط عام 1915 نتيجة مذابح سيفو) من عائلة دنخا، تميزت عائلة البطريرك بقربها لكنيسة المشرق الاشورية حيث رسم منها 17 اسقفاً لكنيسة المسيح في ما بلاد بين النهرين.

## النشأة
انقطعت وتزهدت والدته (بنه) عن أكل اللحم وهي ما زالت حاملاً به، ومنذ لحظة ولادته كرسته على التربية الروحية لتنير ايمانه وترسخ نموه المسيحي على أعمال الإحسان والتقوى، حصل على تعليمه الديني الأساسي تحت اشراف جده (القس بنيامين سورو) الذي علمه اسس التنشئة الكهنوتية ومبادئ الحكمة، وفي سنة 1947 عندما أصبح بعمر 12 أصبح تحت رعاية القديس مار (يوسف خنانيشو) الوكيل البطريركي للعراق آنذاك وبعد سنتين من الدراسة الصارمة والمتنوعة وبالتحديد في 12 سبتمبر 1949 رسم شماساً في كنيسة (مار يوخنا) في حرير بحلول اليمين المباركة لقداسة مار (يوسف خنانيشو) ليزداد حبه وولعه بالعلوم الدينية واضطلاعه بلاهوت كنيسة المشرق.

## سيامته الكهنوتية
بعد الظروف السياسية الصعبة التي عصفت بإيران بعد الحرب العالمية الأولى وما تبعها من احداث وبسبب وفاة العديد من كهنة كنيسة المشرق هناك مرت كنيسة المشرق بحالة من التشتت بسبب الظروف المذكورة فكانت هذه الاسباب المؤسفة حاضرة بقوة في اذهان قداسة مار (يوسف خنانيشو) ليختار من خلال العناية الالهية الشاب (خننيا) لهذه المهمة بتعينه كاهناً لمدينة طهران حيث رسم بعدها كاهناً لابرشية إيران في عيد العذراء مريم في 15 أب 1957 لينتقل إلى خدمة كنيسة مدينة عبادان في إيران في 15 سبتمبر 1957 وهناك اقام قداس عيد الميلاد المجيد في 7 كانون الثاني 1958 لينتقل بعدها إلى خدمة الكنيسة والابرشية في طهران.
كان جده القس بنيامين سورو فرحاً لاقتبال حفيده لهذه الدرجة الكهنوتية العليا وهو يشهد ثمرة الروح القدس المباركة في عائلته الا انه توفي عن عمر يناهز 105 اعوام في العراق قبل أشهر قليلة من الرسامة الاسقفية، استغرق الأمر طويلا ليعرف بخبر وفاة مرشده ومعلمه منذ نعومة اظفاره لعدم وجود وسائل اتصال مباشرة بين العراق وإيران آنذاك.

## سيامته الأسقفية
عمل في طهران بجهد ومثابرة منقطعة النظير على ترتيب بيت الشعب والامة فبنى كنيسة مار كيوركيس الشهيد ثم افتتح مدرسة دينية خاصة وعمل على تثقيف الرعية التي التفت بالالاف من حوله لتدب الحياة الدينية من جديد في هذه الابرشية حيث ذاعت صيتة الحدود الإيرانية لتصل اسماع البطريرك مار (ايشا شمعون) بطريرك كنيسة المشرق الآشورية آنذاك وأثناء عودته من ابرشية الهند إلى إيران ليلتقي (القس خننيا) الشاب ذو 23 عاماً الذي استلم رعية إيران والذي برهن على كفاءته وحكمته نضجه وقدرته على تحمل المسؤولية بثقة وبامانة واخلاص وبغيرة متقدة للرب تم اختياره لمنصب اسقف على كل إيران لاحقاً التي كانت خالية من الدرجة الاسقفية بعد الحرب العالمية الاولى، في 17 أكتوبر 1968 رسم اسقفاً في كنيسة مار كيوركيس الشهيد في طهران على يد البطريرك مار (ايشا شمعون الثالث والعشرين) وسط فرحة ابرشية إيران التي ازدانت روحياً لرؤيتها لاسقف غيور على كنيسته وامته لانقطاع هذه الدرجة عن ابرشيتهم لفترة تصل إلى 43 عاماً.

## رسمه بطريركاً
في 17 أكتوبر 1976 رسم بطريركاً لكنيسة المشرق الآشورية في غرب لندن في كنيسة القديس برنابا ليصبح الخليفة 120 لكرسي ساليق وقطيسفون، في عام 2007 وفي الاحتفال الخاص باليوبيل الذهبي (الذكرى الخمسين) لكهنوته تم إطلاق اسمه على شارع في شيكاغو وقد مُنح درجة دكتوراه فخرية من جامعة شيكاغو عام 2008 لدوره المميز خلال فترة رئاسته على السدة البطريركية لكنيسة المشرق الآشورية ففي فترة رئاسته جعل الوحدة بين كنائس الوطن الأم أول مهامه وباشرت كنيسة المشرق الآشورية على توثيق العلاقات مع مختلف الكنائس. تولى البطريرك مار دنخا الرابع الكرسي البطريركي بعد انتخاب السينودس له إثر اغتيال البطريرك شمعون الثالث والعشرين وتمّت مراسم التكريس في 17 أكتوبر/تشرين الأول 1976 وبذلك ألغي نظام الوراثة لرئاسة كرسي البطريركية المتّبعة في كنيسة المشرق الآشورية منذ 500 سنة من غير عائلة مار شمعون، بعد رسمه بطريركا بقي مار دنخا ثمانية أعوام في العراق، وومن ثم نقل مقر البطريركية سنة 1984 من العراق إلى شيكاغو حيث يتمركز الآشوريين في الولايات المتحدة، وأقام في مدينة شيكاغو في ولاية ايلينوي مع عشرات الآلاف من الآشوريين.

## تثبيت كنيسة المشرق الاشورية
عمل مار دنخا على إعادة بناء كنيسة المشرق الآشورية، ومنذ انتخابه نقل مقر البطريركية من العراق إلى مدينة مورتون غروف في شيكاغو الولايات المتحدة، لأن معظم الآشوريين يتمركز وجودهم في المجتمعات المنتشرة بين الولايات المتحدة وأوروبا وأوقيانوسيا مع وجود أقلية ضئيلة في الشرق الأوسط.
كان في مواجهة الوضع الذي يزداد سوءاً في الشرق الاوسط، كان البطريرك يتمنى إنشاء منطقة مسيحية في سهل نينوى في العراق وذلك لحمايتهم وحفظ حقوقهم.
كان يسعى إلى وحدة الكنيسة والتغلب على الانقسامات على خطى رسلها ومبشروها الأوائل ومنهم مار توما الرسول ومار أداي الرسول والقديس مار ماري ومار افرام ومار نرساي ومار شمعون برصباعي الشهيد الذين تركوا بصمات المسيح ممزوجة ببصماتهم،وفي عام 1978 التقى بيوحنا بولس الثاني لأول مرة لكنه لم يزر الفاتيكان حتى عام 1984 ، ووقّعا في 11 تشرين الثاني 1994 البيان الكريستولوجي المشترك الذي يؤكد على وحدة كنيسة المشرق الآشورية والكنيسة الكاثوليكية، كما التقى البطريرك أيضاً ببندكت السادس عشرو البابا فرنسيس.

## بعد احداث الموصل
لقد عمل ولفترة طويلة في خدمة الكنيسة وحافظ على أواصر المحبة والوئام وعمل جاهداً من أجل الوحدة لخدمة كلمة الرب وكانت وقفات البطريرك مع رعيتة مشهودُ لها حيث لم يكن فقط بطريرك الكنيسة بل كان أباً روحيا محبُ لرعيتة ويسعى لضمان حقوق الشعب، لقد سعى إلى مساعدة وإيجاد حل لقضية النازحين الذين تضرروا من احداث الموصل ومحافظة نينوى بعد عام 2014 عندما تعرضوا للطرد من مدنهم وحاول جاهداً في التخفيف عن رعيتة.
وفي 2 تشرين الأول 2014 التقى مار دنخا البابا فرنسيس الذي قال في استقباله:

## وفاته
انتقل البطريرك مار دنخا إلى الاخدار السماوية في الساعة العاشرة من صباح يوم الخميس 26 اذار 2015 في مستشفى مايو كلينيك في مدينة روتشيستر في ولاية مينيسوتا في الولايات المتحدة عن عمر يناهز 80 عاماً، ابتدأت المراسيم في 7 نيسان لاتاحة الفرصة للمؤمنين لالقاء النظرة الأخيرة، وفي يوم الأربعاء 8 نيسان ودع في مراسيم كنسية رعاها المطران ابرم موكان القائم بأعمال البطريركية وقد أدى مراسيم خدمة الراقدين المتروبوليط مار كيوركيس صليوا اسقف العراق وروسيا والمتروبوليط مار ميلس زيا اسقف أستراليا ونيوزيلندا ولبنان وقد حضر المراسيم كافة اساقفة كنيسة المشرق الاشورية في العالم عدا غبطة المطران مار أفرام اثنيل راعي أبرشية سوريا لكنيسة المشرق الآشورية، واساقفة ومطارنة مختلف الكنائس وممثل البابا الذي القى كلمة البابا يعزي فيها الكنيسة والشعب الآشوري، وشارك في المراسيم النائب يونادم كنا سكرتير عام الحركة الديمقراطية الآشورية وممثل رئيس مجلس النواب العراقي سليم الجبوري والسيد هرمز طيرو مسؤول قاطع الينوي للحركة، إضافة إلى شخصيات ووجهاء من كافة انحاء العالم والست بيان سامي عبد الرحمن ممثلة السيد رئيس اقليم كوردستان والسيد هالان هرمز عضو مجلس محافظة اربيل، وآلاف من المؤمنين من أبناء شعبنا من كافة انحاء العالم، واقيمت صلاة اليوم الثالث يوم الجمعة في كنيسة مار كوركيس الشهيد، حيث أقام القداس الأسقف مار بولس بنيامين اسقف شيكاغو وشرق الولايات المتحدة كما أقيم القداس الإلهي في كنيسة مار إندريوس ومار ماري التي حضرها الآلاف من المؤمنين، كما وعملت شرطة شيكاغو عدد من الاطواق لتنظيم وتأمين الجنازة بسبب الحضور الجماهيري الحاشد.

### رسائل التعزية
| دنخا الرابع خننيا | مع رحيل البطريرك مار دنخا فقد العالم قائدا روحيا بارزا وراعيا شجاعا وحكيما خدم جماعته بأمانة خلال فترات طُبعت بالتحديات | دنخا الرابع خننيا |
| — البابا فرنسيس،  | |                   |

| دنخا الرابع خننيا                    | أكتب اليكم للتعبير عن خالص عزائي لوفاة البطريرك مار دنخا الرابع، الجاثليق البطريرك للكرسي الرسولي لساليق قطيسفون والرئيس الاعلى لكنيسة المشرق الاشورية. كان رؤوفٌ بلا كلل، ودائماً كان دقيق في استجابته للأزمات والمآسي وسنبقى نشعر بخسارته بعمق٬ كرئيس للمجمع السينهادوسي المقدس لكنيسة المشرق قاد قداسته كنيسة متعددة الاعراق من الاشوريين ومن ابرشيات الهند وخلال الازمنة الصعبة. سوف يذكر على وجه الخصوص، من قبل الكثير من الذين عانوا مؤخراً من فقدان أحبائهم وبيوتهم وأماكن اقامة طقوسهم، لدعمه ولكلماته الدافئة المعزية.أود أن أنقل تعازيَّ لكنيسة المشرق الآشورية وللاخرين الذين مسهم فقدان قداسة مار دنخا الرابع، يرجى تقبل أسمى آيات التقدير | دنخا الرابع خننيا |
| — بان كي مون أمين عام الأمم المتحدة، | |                   |

| دنخا الرابع خننيا                         | نتقدم بأحر التعازي إلى رجال الدين وأبناء كنيسة المشرق الآشورية في العراق والعالم بوفاة رئيس الكنيسة البطريرك مار دنخا الرابع | دنخا الرابع خننيا |
| — حيدر العبادي رئيس وزراء جمهورية العراق، | |                   |

| دنخا الرابع خننيا        | البعثة تتقدم بتعازيها القلبية للكنيسة الكاثوليكية الأشورية المقدسة بوفاة غبطة البطريرك مار دنخا الرابع، البطريريك الـ 111 لكنيسة المشرق، والذي كانت مسيرته خلال 39 عاماً حافلة بالعطاء وكان صوتاً مهماً للمسكونية والسلام في الشرق الأوسط | دنخا الرابع خننيا |
| — بعثة الولايات المتحدة، | |                   |

## وصلات خارجية
- سيرة حياة البطريرك الراحل مار دنخا الرابع بالسريانية
- The Orthodox Church
- Vatican Radio
- vatican.va
- vatican.va 2